# Heraclas de Alejandría
San Heraclas de Alejandría (también Theoclas), a quien Orígenes convirtió al cristianismo, fue el decimotercer Patriarca de Alejandría, entre los años 232 y 248. Figuró al frente de la Escuela catequística de Alejandría. Su fiesta se celebra el 14 de julio.
Fue el primer patriarca de Alejandría al que se refirieron como «Papa» (en griego, Papás), un término que originalmente significaba 'Padre' y fue utilizado por varios obispos. El primer testimonio conocido de que se aplicara este título a Heraclas se encuentra en una carta escrita por el obispo de Alejandría, Dionisio, a Filemón:

τοῦτον ἐγὼ τὸν κανόνα καὶ τὸν τύπον παρὰ τοῦ μακαρίου πάπα ἡμῶν Ἡρακλᾶ παρέλαβον
Recibí esta regla y ordenanza de nuestro bendito Papa Heraclas.
Eusebio Historia Eclesiástica  VII 7.4.